# 道頓堀プロレス
道頓堀プロレス（どうとんぼりプロレス）は、日本のプロレス団体。大阪を中心に活動。

## 歴史
2013年7月1日に空牙が運営組織「道頓堀エンターテインメントシステム」を設立。7月7日から8月25日にかけて、道頓堀アリーナで道頓堀エンターテインメントシステムの興行（11大会）を開催。9月1日に道頓堀エンターテインメントシステムを母体に道頓堀プロレスを設立して道頓堀アリーナで旗揚げ戦を開催。9月7日に日本列島プロレス連盟に参加。2014年6月28日、道場兼試合会場「ティグレジム」を開設。

## タイトル
- WDW王座
- WDWタッグ王座
- WDW6人タッグ王座
- WDW女子王座
- WDWW王座

トーナメント戦
- 道頓堀最強男
- 道頓堀最強タッグキング

## 所属選手
- 空牙
- 守屋博昭（エナジャイズ!プロレス兼任所属）
- 橘隆志
- ヲロチ
- グリム
- バイオレンス・ドラゴン
- 佐々木幹矢
- 田中祐樹（ISHIDO兼任所属）
- スミヒデアキ（拳和館兼任所属）
- ラ・ピート
- キャプテン・アメムラ
- リアル・イヌナキン
- 太陽塔仮面
- こなモン
- めでタイガーマスク
- 菊池悠斗
- 石川将也

### 歴代所属選手
- 内田祥一
- HAYATA
- YO-HEY
- ガメラス
- TORU
- 三原一晃
- 松房龍哉
- 小山寛大
- 晴斗希

## スタッフ

### レフェリー
- 秀美
- 雄飛

### リングアナウンサー
- マグナム北斗（フリー）